# Vágszentpéter
Vágszentpéter (szlovákul: Svätý Peter pri Váhu) Galgóc városrésze, egykor önálló község Szlovákiában, a Nagyszombati kerület Galgóci járásában.

## Fekvése
Galgóctól 1 km-re északra, a Vág bal partján fekszik.

## Története
Nyitra vármegye monográfiája szerint: "Szent-Péter, Galgócz mellett, ettől északra, a Vág balpartján, 547 r. kath. vallásu tót lakossal. Posta-, táviró- és vasúti állomása Galgócz. A község plébániáját és templomát az 1813-iki nagy árvíz, számos lakóházzal együtt romba döntötte; 1852-ben és 1866-ban pedig a község teljesen leégett. Határában kitűnő anyagot szolgáltató kőbánya van. Jelenleg gróf Erdődy Ferencznek van itt nagyobb birtoka. 1400-ban "Szentpéterfalva" (Zenthpeterfalva) név alatt, mint Galgócz várának tartozéka szerepel és később is az Erdődyek voltak a földesurai."
1910-ben 663, többségben szlovák lakosa volt, jelentős magyar kisebbséggel.
1920 előtt Nyitra vármegye Galgóci járásához tartozott.